# Лагома (Оклахома)
Лагома (англ. Lahoma) — місто (англ. town) в США, в окрузі Гарфілд штату Оклахома. Населення — 539 осіб (2020).

## Географія
Лагома розташована за координатами 36°23′17″ пн. ш. 98°5′19″ зх. д. / 36.38806° пн. ш. 98.08861° зх. д. (36.388110, -98.088738).  За даними Бюро перепису населення США в 2010 році місто мало площу 0,87 км², уся площа — суходіл.

## Демографія
Згідно з переписом 2010 року, у місті мешкало 611 особа в 247 домогосподарствах у складі 156 родин. Густота населення становила 702 особи/км².  Було 271 помешкання (311/км²).
Расовий склад населення:
| - 93,8 % — білих - 2,8 % — корінних американців - 0,2 % — чорних або афроамериканців - 0,2 % — азіатів |

До двох чи більше рас належало 2,8 %. Частка іспаномовних становила 3,3 % від усіх жителів.
За віковим діапазоном населення розподілялося таким чином: 30,6 % — особи молодші 18 років, 58,1 % — особи у віці 18—64 років, 11,3 % — особи у віці 65 років та старші. Медіана віку мешканця становила 33,4 року. На 100 осіб жіночої статі у місті припадало 95,8 чоловіків;  на 100 жінок у віці від 18 років та старших — 91,0 чоловіків також старших 18 років.
Середній дохід на одне домашнє господарство  становив 53 205 доларів США (медіана — 58 864), а середній дохід на одну сім'ю — 56 772 долари (медіана — 61 304). За межею бідності перебувало 10,7 % осіб, у тому числі 8,2 % дітей у віці до 18 років та 14,8 % осіб у віці 65 років та старших.
Цивільне працевлаштоване населення становило 312 особи. Основні галузі зайнятості: освіта, охорона здоров'я та соціальна допомога — 19,9 %, роздрібна торгівля — 16,7 %, науковці, спеціалісти, менеджери — 11,2 %, публічна адміністрація — 10,6 %.